# Músculo oponente do mínimo
O músculo oponente do mínimo é um músculo da mão.